# Что-то страшное грядёт (фильм)
«Что-то страшное грядёт» (варианты перевода: «Именно так зло и приходит», «Надвигается беда») — экранизация одноимённого романа Рэя Брэдбери.

## Сюжет
В небольшом городке два мальчика, Уилл и Джим, сталкиваются со зловещим карнавалом, чей владелец, Мистер Дарк, искушает горожан, обещая им выполнять желания их детства.

## История съёмок
Изначально Брэдбери написал «Что-то страшное грядёт» в виде сценария, предназначенного для вдохновившего его актёра и режиссёра Джина Келли, однако у того не нашлось денег для воплощения проекта. Тогда Брэдбери переписал историю в качестве романа, не оставив надежд увидеть его экранизацию. За дело взялся Джек Клейтон, но премьерный показ готового фильма оказался настолько провальным, что Рэю Брэдбери пришлось заново переписать сценарий с нуля и даже взять на себя обязанности режиссёра, пересняв целые эпизоды. Из-за проволочек со съёмками юные актёры в некоторых сценах выглядят заметно старше.

## В ролях
- Джейсон Робардс — Чарльз Хэллоуэй
- Джонатан Прайс — мистер Дарк
- Дайан Ладд — миссис Найтшейд
- Ройал Дэно — Том Фури
- Видал Петерсон — Уилл Хэллоуэй
- Шоун Карсон — Джим Найтшейд
- Мэри Грэйс Кэнвилд — мисс Фоли
- Пэм Гриер — Ведьма Праха
- Анджело Росситто — карлик
- Фил Фондакаро — демонический клоун (в титрах не указан)

## Награды
Фильм участвовал в конкурсной программе Международного фестиваля фантастических фильмов в Авориазе (Франция) и был номинантом Премии «Хьюго» за лучшую постановку.
Фильм получил кинопремию «Сатурн» за лучший сценарий и как лучший фильм в жанре фэнтези.